# Кускун
Кускун — деревня в Манском районе Красноярского края, входит в состав Первоманского сельсовета.

## География
Деревня расположена в центральной части Красноярского края, примерно в 35 км на восток от краевой столицы, от административного центра, посёлка Первоманск в 14 км, в 37 км от райцентра села Шалинское. Кускун расположен при трассе M-53 «Байкал» Новосибирск — Иркутск.

## Население
| 2009 | 2010 |
| ---- | ---- |
| 158  | ↘145 |